# Jawabhari
Jawabhari (nep. जावाभारी) – gaun wikas samiti w zachodniej części Nepalu w strefie Lumbini w dystrykcie Kapilvastu. Według nepalskiego spisu powszechnego z 2001 roku liczył on 391 gospodarstw domowych i 2743 mieszkańców (1331 kobiet i 1412 mężczyzn).